# Cecilia Chung
Ne doit pas être confondu avec Cecilia Cheung.
Pour les articles homonymes, voir Chung.
Cecilia Chung est une leader des droits civils et une militante pour les droits des LGBT, de la sensibilisation au VIH / sida, de la défense de la santé et de la justice sociale. Femme trans, l'histoire de sa vie est l'une des quatre histoires principales de la mini-série d'ABC de 2017, When We Rise, sur la lutte pour les droits des LGBT dans les années 1970 et 1980. 

## Jeunesse
Cecilia Chung est née à Hong Kong en 1965, passe son enfance en Australie et immigre ensuite à Los Angeles avec sa famille en 1984,. Un an plus tard, elle déménage à San Francisco pour fréquenter le City College of San Francisco avant d'être transférée à la Golden Gate University en 1987 avec un diplôme en gestion internationale. Elle travaille ensuite pendant quelques années comme interprète judiciaire dans le comté de Santa Clara, et comme formatrice des ventes dans une société financière. 

## Activisme

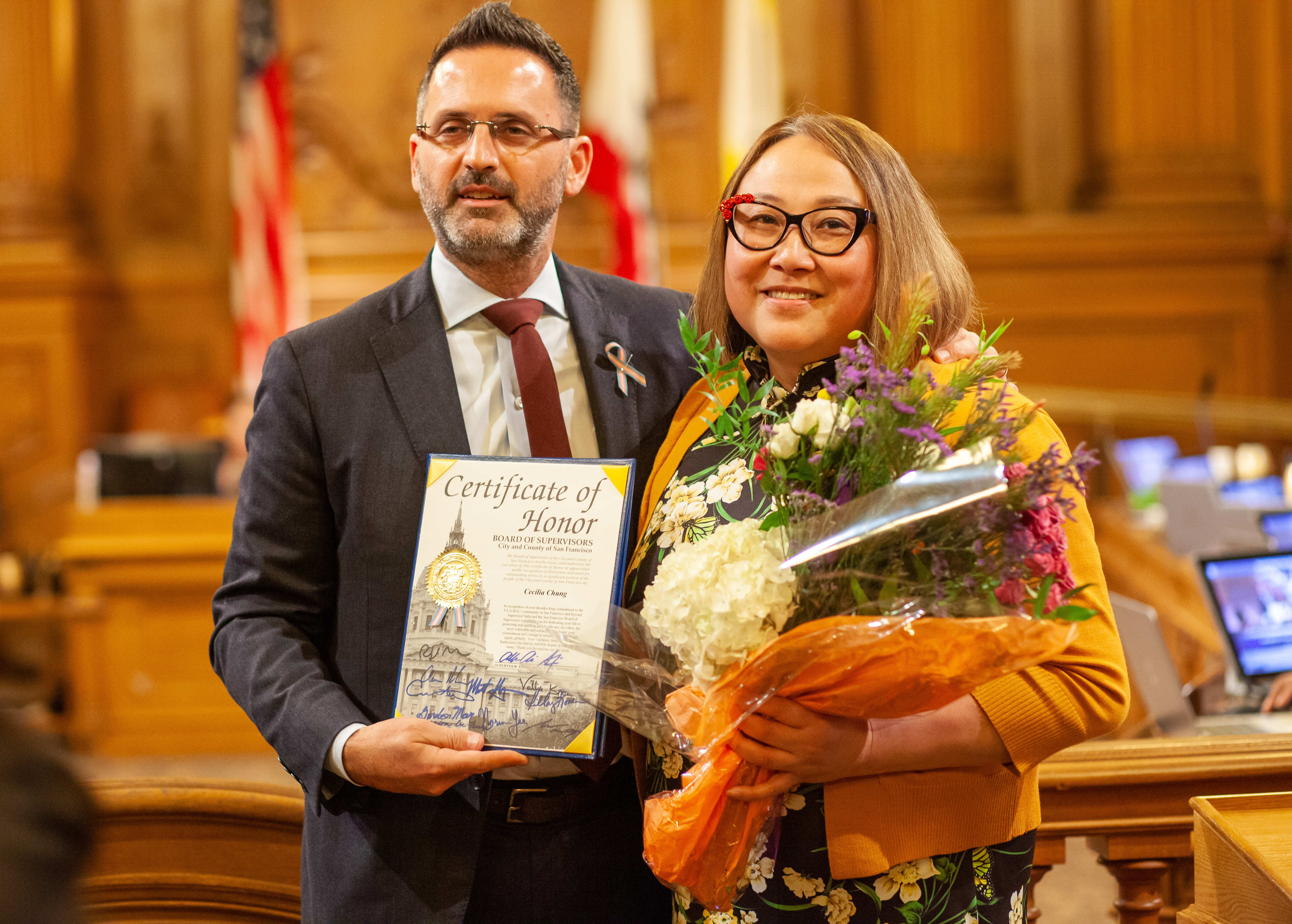
Cecilia Chung recevant un certificat d'honneur du superviseur de San Franscico Ahsha Safaí lors de la Semaine de sensibilisation trans en novembre 2019.

Cecilia Chung passe une grande partie de sa vie adulte à défendre les problèmes de santé touchant la communauté LGBT. Elle travaille notamment comme conseiller pour le test du VIH chez UCSF AIDS Health Project, comme coordinatrice du programme VIH au API American Health Forum et comme directrice adjointe du Transgender Law Center. De plus, Cecilia est la première femme trans et la première asiatique à être élue à la direction du conseil d'administration de la célébration de la fierté lesbienne, gay, bisexuelle et transgenre à San Francisco, et la première femme trans vivant ouvertement avec le VIH à présider la commission des droits de l'homme de San Francisco. 
Cecilia Chung fonde le San Francisco Transgender Advocacy and Mentorship (SF TEAM) afin d'organiser des événements pour la communauté trans par le biais du Centre communautaire LBGT de San Francisco (en). Elle est aussi l'une des fondatrices de la Trans March. 
En 2013, Chung fait la une des journaux en faisant de San Francisco la première ville du pays à payer pour la chirurgie de réattribution sexuelle de patients trans non assurés grâce sa nomination à la Commission de la santé par le maire Edward Lee. Grâce à sa nomination, Cecilia Chung est également en mesure de former les membres du personnel Département de la santé publique de San Francisco (en) aux questions relatives aux personnes trans, appelé « Transgender 101 ». 
Cecilia Chung siège actuellement au conseil consultatif présidentiel sur le VIH / sida, est la présidente actuelle du caucus des personnes vivant avec le VIH aux États-Unis et est également directrice principale des projets stratégiques au Transgender Law Center. 
Ivory Aquino (en) joue Cecilia Chung dans la mini-série sur les droits des LGBT intitulée When We Rise en 2017.  
En 2018, elle dirige le programme Positively Trans du Transgender Law Center qui vise, grâce à la recherche et à des campagnes de sensibilisation, à aider les personnes trans atteintes du VIH. 

## Vie privée
En 1992, Chung décide d'entrer en transition. Elle romps les liens avec sa famille en raison de son manque de compréhension à l'égard du fait qu'elle soit trans. Elle doit également démissionner de son poste de formatrice de vente chez la société financière pour faciliter le processus. Elle s'appuie ensuite sur son travail d'interprète judiciaire comme seule source de revenus avant que son contrat de travail soit lui aussi rompu à la suite d'un jugement constatant les changements physiques liés à sa transition. Elle finit par vivre dans la rue et doit recourir à la prostitution pour gagner sa vie. En tant que travailleuse du sexe, elle est soumise à des violences sexuelles et physiques. Elle s'auto-prescrit des médicaments pour se soigner et la même année, elle est diagnostiquée séropositive. 
En 1995, étant sans abri de puis près de trois ans, Cecilia Chung est poignardée au cours d'une tentative d'agression sexuelle et emmenée aux urgences. Sa mère, qui est alors la personne à contacter en cas d'urgence, vient à l'hôpital pour une visite et les deux se réconcilient. Elle termine sa chirurgie de ré-attribution sexuelle à Bangkok en 1998. 

## Honneurs et récompenses
- Transgender Discrimination Task Force en 1994[1]
- 1998 : Comité de célébration de la fierté gays bisexuelle et lesbienne de San Francisco[1]
- 2001 : Première femme asiatique et première femme trans élue présidente du conseil du comité de célébration de la fierté LGBT, SF[1]
- 2001 : Conseil d'administration du Asian & Pacific Islander Wellness Centre[1]
- 2012 : Prix des pionniers Levi Strauss & Co[8]
- 2013 : nommée à la Commission de la santé publique par le maire Lee[3]